# Pseudanthessius implanus
Pseudanthessius implanus is een eenoogkreeftjessoort uit de familie van de Pseudanthessiidae. De wetenschappelijke naam van de soort is voor het eerst geldig gepubliceerd in 1977 door Humes.